# Prozatímní irská republikánská armáda
Prozatímní irská republikánská armáda (PIRA, anglicky Provisional Irish Republican Army) byla polovojenská skupina irských republikánů, která usilovala o ukončení britské nadvlády nad Severním Irskem a sjednocení nezávislého republikánského Irska. Šlo o největší a nejaktivnější republikánskou paravojenskou organizaci účastnící se konfliktu v Severním Irsku. Sama sebe vnímala jako pokračovatelku původní IRA a proto se sama nazývala Irskou republikánskou armádou (IRA) nebo Óglaigh na hÉireann v irštině. Organizace byla Spojeným královstvím oficiálně označena za teroristické hnutí. V Irsku byla považována za nezákonnou. 
Prozatímní irská republikánská armáda vznikla v prosinci 1969 při rozpadu původní Irské republikánské armády existující v období po irské občanské válce. V počátcích byla PIRA jen okrajovou organizací oproti Oficiální irské republikánské armádě (OIRA). Ovšem do roku 1972 vliv PIRA převládl, a to zejména s rozhořením konfliktu v Severním Irsku (anglicky známému jako „The Troubles“). Ten vypukl po násilnostech konaných radikálními ulsterskými loajalisty a britskou policií v Ulsteru proti původnímu katolickému občanskému protestnímu hnutí. Násilnosti vyvrcholily nepokoji ze srpna 1969 v Derry a dalších městech. K potlačení nepokojů Spojené království zahájilo vojenskou operaci Banner. Proti přítomnosti britské armády se začala nejhlasitěji vymezovat právě PIRA. Ta nejdříve chránila katolické čtvrti, ale nejpozději v roce 1970 začala vykonávat také útoky na britskou armádu, policii a správu. PIRA byla v té době materiálně podporována částí irské diaspory, Organizací pro osvobození Palestiny a libyjským vládcem Muammarem Kaddáfím. PIRA využívala metody partyzánské války. Používala také bombové útoky na vojenské, politické a ekonomické cíle v Severním Irsku i v Anglii. Během svého působení její útoky zabily kolem 1700 osob, přičemž přes 1000 z nich byli příslušníci britských bezpečnostních sborů a až 644 obětí byli civilisté. 
V roce 1997 PIRA vyhlásila definitivní příměří. Politické křídlo PIRA, Sinn Féin, bylo následně připuštěno k politickým jednáním o řešení konfliktu. Ta v roce 1998 vyústila ve Velkopáteční dohodu. V roce 2005 byla PIRA rozpuštěna a v rámci dohody její členové odevzdali své zbraně. S mírem ale nesouhlasila část členů PIRA. Ti dál pokračovali jako Pokračující Irská republikánská armáda (CIRA) nebo Pravá irská republikánská armáda (RIRA).

## Historie

### Vznik a počátky IRA (1913–1969)
Původní Irská republikánská armáda (IRA) byla založena v roce 1913 z Irských dobrovolníků, a to v době kdy celé Irsko spadalo pod státní útvar Spojené království Velké Británie a Irska. IRA se v dubnu 1916 účastnila Velikonočního povstání proti britské nadvládě a v letech 1919 až 1921 Britsko-irské války. Irští povstalci v roce 1919 vyhlásili Irskou republiku, což vedlo k válce s Brity. V roce 1920 vláda Spojeného království vydala zákon o rozdělení Irska na jižní a severní část. Válka skončila uzavřením anglo-irské dohody z prosince 1921, která vstoupila v účinnost v březnu 1922. Díky dohodě se z jihu Irska stal Irský svobodný stát, samosprávné dominium. Severní část zůstala součástí Spojeného království. Kvůli podmínkám uzavření míru se IRA rozštěpila. Z části, která souhlasila s dohodou, se stala Národní armáda, zatímco oponenti dohody dále nesli název IRA. IRA ovšem byla v Irsku poražena armádou v občanské válce z let 1922 až 1923. 
IRA se poté začala soustředit na boj proti nadvládě Britů v Severním Irsku. V letech 1939 a 1940 tam a v Anglii vedla během druhé světové války sabotáže a bombové útoky na britskou správu oslabenou válečným konfliktem. Po válce, v padesátých a šedesátých letech, vedla neúspěšný odboj v Severním Irsku. Prohry otevřely debaty o dalším směřování organizace. Část členů chtěla přijmout socialismus a pokračovat politickou cestou, zatímco tradicionalisté volali po více přímých akcích.
Po rozdělení Irska se ze Severního Irska stal de facto stát jedné strany, kde parlament ovládali ulsterští unionisté. Katolíci byli považováni za občany druhé kategorie. Katolíci byli diskriminováni v kariéře a segregováni ve svých čtvrtích. Volební okrsky ve velkých městech byly upraveny tak, aby byla zajištěna dominance unionistů. Nad veřejným pořádkem držely dohled protestantské bezpečnostní sbory Královská ulsterská policie a Ulsterská speciální policie. V šedesátých letech začaly spory mezi katolíky a protestanty eskalovat. V roce 1966 se konaly oslavy padesátého výročí Velikonočního povstání a panovala obava z akcí IRA. Protestanti proto založili například polovojenskou organizaci Sbor ulsterských dobrovolníků. Znovu se zaktivizovala také občanská protestní hnutí. V červenci 1969 například oslavy protestantského Dne oranžistů vedly k nepokojům ve městech Derry a Belfast. V srpnu pak propukly pětidenní nepokoje. Při nich bylo zničeno přes 200 budov, z většiny v katolických čtvrtích. Nepokoje si také vyžádaly oběti na životech. IRA při nich selhala, což nakonec vedlo k převládnutí militantního křídla, které rozhodlo, že budoucnost IRA je v militantním republikanismu.

### Vznik a počátky PIRA (1969–1973)
Prozatímní IRA vzniklá v prosinci 1969 po rozkolu ve vedení IRA. Irská strana Sinn Féin, a také řada vůdců IRA, kteří s ní byli spojeni, se totiž v 60. letech stále otevřeněji stavěla na stranu socialismu a vedení IRA dokonce hledalo podporu u států východního bloku. To bylo pro irské katolíky, kteří tvořili páteř nacionalistických paramilitárních organizací, nepřijatelné.
Armádní rada IRA v lednu 1970 přijala třífázovou strategii. První fází byla ochrana národnostních oblastí, druhou fází byla kombinace obrany a odplat, třetí fází pak spuštění partyzánské války proti Britům v Severním Irsku. Oficiální irská republikánská armáda (OIRA) se od tohoto plánu distancovala. Strategií PIRA bylo způsobovat britské armádě a správě takové škody, které postupně přesvědčí veřejnost, aby donutila politiky stáhnout jednotky ze Severního Irska. Od října 1970 PIRA zahájila bombové útoky zejména na ekonomické cíle. Do konce roku 1971 již PIRA způsobila přes tisíc bombových útoků. Cílem bylo poškodit podnikový majetek unionistů s úmyslem, aby britskou vládu vyčerpávalo vyplácení náhrad pro podnikatele a vlastníky. Na útoky IRA odpověděly také polovojenské organizace ulsterských loajalistů, kteří ale útočili na katolíky často bez vazeb na republikánské hnutí odporu. V srpnu 1971 britové zahájili operaci Demetrius, během které provedli zátahy a zatkli a uvěznili téměř dva tisíce katolíků. Většinu bez soudu. Dalších sedm tisíc katolíků bylo v Belfastu davy protestantů vyhnáno z domovů. Celá operace vedla k tomu, že IRA získala další členy. Další vlna nových členů nastala po medializaci krvavé neděle, která se odehrála v lednu 1972 v Derry. V květnu 1972 Oficiální irská republikánská armáda (OIRA) veřejně deklarovala příměří a dále v konfliktu nijak nepokračovala. Koncem června PIRA vyhlásila dočasné příměří. Během něj britská vláda jednala s vedením PIRA (Gerry Adams a Martin McGuinness). PIRA požadovala stažení britských jednotek, propuštění vězňů PIRA a milost pro hledané uprchlíky. To britská vláda odmítla a příměří proto skončilo začátkem července. V roce 1973 PIRA provedla útoky v Londýně. Přenesením útoků do Anglie chtěli rychleji zapůsobit na britskou veřejnost.

### Ulsterizace, dlouhá válka a hladovky (1974–1989)
Po neúspěchu vyjednávání britové začli s tzv. ulsterizací. Výrazně rozšířili nasazení Královské ulsterské policie a Ulsterského obranného pluku armády. Současně ale ukončili operaci Demetrius. Dalším krokem byla kriminalizace IRA, kterou chtěli změnit náhled na konflikt. Nově nemělo již jít o povstání, které mělo být řešeno armádou, ale o zločince, se kterými si měla poradit policie. V roce 1977 PIRA přijala novou strategii, známou coby „Dlouhá válka“. V ní se smířili s tím, že změna bude trvat desítky let. Více prostoru proto dali politickým změnám prostřednictím svého politického křídla Sinn Féin. V oblasti útoků PIRA také ustoupila z bombových útoků na více zacílené útoky proti jednotlivcům z bezpečnostních složek Britů. V srpnu 1979 takto PIRA například provedla atentát na šlechtice, admirála a politika Louise Mountbattena.
V září 1976 irský vezeň Kieran Nugent zahájil ve věznici Maze protest proti kriminalizaci odboje formou odmítnutí nosení vezeňského mundúru. Následovaly ho stovky vězňů. Vězeňské protesty vyvrcholily v roce 1981 hladovkami vězňů PIRA a Irské národně osvobozenecké armády. Několik vězňů se vyhladovělo k smrti, včetně lídra protestu Bobbyho Sandse. Sinn Féin v té době začal zaznamenávat volební úspěchy.
V osmdesátých letech pokračovaly útoky PIRA na jednotlivce i větší cíle. Nejznámější je bombový útok na Grand Brighton Hotel v říjnu 1984. Šlo o neúspěšný pokus o atentát na britskou předsedkyni vlády Margaret Thatcher. Během útoku zemřelo pět osob včetně poslance Anthonyho Berryho. Thatcher ale vyvázla bez zranění. V druhé polovině osmdesátých let PIRA útočila na britské vojenské cíle i v dalších zemích Evropy.

### Mírový proces (1990–2005)
V této době byl konflikt v patu. Vedení Sinn Féin se proto začalo politicky více obracet na Sociálně demokratickou a labouristickou stranu a hledat politické možnosti. Také konzervativní ministr pro Severní Irsko Peter Brook vyjádřil omezenou ochotu ukončit násilí v Severním Irsku. PIRA poté, poprvé po patnácti letech, vyhlásila třídenní vánoční příměří. Nicméně jednání byla neúspěšná, a proto i v letech 1991 a 1992 PIRA pokračovala v bombových útocích v Anglii.
V prosinci 1993 konzervativní premiér John Major v prohlášení připustil právo Irů na sebeurčení. Podmínkou ale bylo uspořádat oddělená referenda v Irsku a Severním Irsku. Armádní rada IRA toto odmítla. Sinn Féin chtěl další jednání, které ale britská vláda odmítla, dokud nebude vyhlášeno příměří. V srpnu 1994 PIRA vyhlásila úplné ukončení ozbrojených akcí za podmínky, že Sinn Féin bude připuštěno k vyjednávání o míru. Britská vláda si ale vynutila podmínku, že nejdříve musí PIRA odevzdat všechny své zbraně. Obě strany si následně mezi sebou vyměňovaly podmínky a případné ústupky. PIRA nakonec vyjádřila znechucení z vyjednávání a v únoru 1996 oficiálně ukončila příměří. V průběhu roku 1996 tak pokračovaly útoky.
V roce 1997 se premiérem Spojeného království stal labourista Tony Blair. Ministryní pro Severní Irsko byla Mo Mowlam. Ta již před volbami uvedla, že by byla ochotna připustit Sinn Féin k vyjednávání o míru. V červenci 1997 PIRA vyhlásila další příměří a Sinn Féin se dostala k vyjednávacímu stolu. V dubnu 1998 se úsilí přetavilo do Velkopáteční dohody, která oficiálně konflikt ukončila. Také stanovila, že k úplnému odzbrojení PIRA dojde postupně do roku 2000. Nicméně nakonec toto trvalo až do roku 2005. V červenci 2005 se PIRA vzdala všech dalších budoucích ozbrojených akcí a přešla zcela na politické řešení konfliktu.

## Průběh sporů
Taktikou Prozatímní IRA byl partyzánský boj proti britské armádě a Královské ulsterské policii v městských a venkovských oblastech. Organizace také spáchala desítky bombových útoků v Anglii a Severním Irsku, proti tomu, co považovala za politické a ekonomické cíle, které často předcházelo telefonické varování. Mezi některé z těchto útoků patří například neúspěšný atentát na Margaret Thatcherovou v říjnu 1984, zabití Lorda Mountbattena, člena britské královské rodiny v srpnu 1979, nebo útok na Baltic Exchange v dubnu 1992. Poslední příměří vyhlásila IRA v červenci 1997 poté, co byla Sinn Féin začleněna do mírového procesu. Podporovala Velkopáteční mírovou dohodu z roku 1998 a v roce 2005 složila pod mezinárodním dohledem zbraně. S Velkopáteční dohodou však nesouhlasila část členů organizace, kteří se následně seskupili do nově vzniklé Pravé irské republikánské armády.